# Wendy Dascomb
Wendy Dascomb (Metairie, 1949) è una modella statunitense.

## Carriera
Nel 1969 Wendy Dascomb, partecipa al concorso Miss Piedmont per potersi pagari gli studi universitari. la Dascomb vince il titolo ed avanza al concorso successivo, Miss Virginia dove ottiene un'ennesima vittoria. A maggio dello stesso anno Wendy Dascomb rappresenta lo stato della Virginia a Miss USA 1969 che si tiene a Miami, in Florida, dove diviene la prima rappresentante della Virginia a vincere il titolo. Segue la partecipazione in rappresentanza degli Stati Uniti a Miss Universo 1969, dove però non riesce ad andare oltre le semifinali.
Durante l'anno di regno, Wendy Dascomb ha viaggiato in 57 città, facendo apparizioni come ambasciatrice del concorso e modella, e comparendo anche in America Latina ed Europa. Alla fine del suo anno di "mandato", il suo discorso di addio fu piuttosto insolito, dato che la Dascomb parlò della disillusione nei confronti dei concorsi di bellezza e dichiarò di aver imparato che i concorsi non erano altro che un commercio della persona". La frase più celebre del discorso fu "I was not the best Miss USA but I was the most honest" (in italiano "Non sono stata la migliore Miss USA ma sono stata la più onesta"). Alla Dascomb successe Deborah Shelton, sempre della Virginia, cosa che rese la Virginia il primo stato ad avere due vittori consecutive nel concorso.
In seguito Wendy Dascomb si trasferì a Chapel Hill nella Carolina del Nord per vivere insieme a Walter Long, suo fidanzato prima del concorso con il quale ha avuto una figlia, Millie Dascomb Long.